# Michel Pezet
Pour les articles homonymes, voir Pezet.
Michel Pezet, né le 9 avril 1942 à Marseille, est un homme politique français.

## Biographie

### Jeunesse
Son père est inspecteur des câbles aux P&T et militant du PSU. Sa mère est commerçante, rue des Beaux-Arts, où elle vend des « articles pour fumeurs ». Après des études au lycée Thiers, il entre à la faculté de droit d'Aix-en-Provence, et s’engage dans l'action militante à la SFIO. En 1960, il organise, au sein de la faculté de droit d'Aix-en-Provence, une grève protestataire contre la guerre d’Algérie. En 1965, il prête serment devant la Cour d'appel d’Aix-en-Provence, et devient avocat à 23 ans.

### Engagement politique et culturel
En 1967, il s'engage dans la campagne des élections législatives et il est élu député suppléant. Il devient, en 1971, membre du comité directeur du tout nouveau Parti socialiste.
En 1973, avec la création des régions, il crée et structure l'office régional de la Culture, qu’il préside à partir de 1977. Depuis l'office régional de la Culture, en passant par le conseil régional Provence-Alpes-Côte d'Azur qu’il présidera de 1981à 1986, et jusqu’à sa fonction de vice-président du conseil général des Bouches-du-Rhône chargé de la Culture de 1998 à 2015, Michel Pezet sera à l’origine de nombreuses initiatives qui structurent aujourd’hui le paysage culturel du département et de la région[non neutre]
En 1977, il est élu conseiller municipal de Marseille. C'est la rencontre avec Gaston Defferre, le choc de deux sensibilités qui vont s'estimer puis s'opposer, non pas sur les idées, mais sur les méthodes. Gaston Defferre confie à Michel Pezet, en 1979, la responsabilité de diriger la Fédération socialiste des Bouches-du-Rhône. Quelques années plus tard, Michel Pezet souhaitera moderniser le fonctionnement de la Fédération, mais aussi ouvrir la voie à la réforme du système clientéliste qui, selon ses propres mots de l'époque « mine le fonctionnement démocratique de la collectivité et lui coûte infiniment plus qu’il ne lui rapporte ». Les deux camps s'affrontent. La rupture avec Gaston Defferre est progressive. Elle sera consommée peu avant la mort du maire de Marseille, en 1986.
En 1979, Michel Pezet devient membre du secrétariat national du Parti socialiste. Il y est alors chargé de l'urbanisme et de l'environnement. Il sera par la suite président de l'Agence pour la qualité de l'air (AQA) et président de l’Agence méditerranéenne de l'eau. Au sein de l'AQA, il sera notamment l’initiateur en France du projet de l'essence sans plomb, puis de la taxe parafiscale sur la pollution automobile.

### Président de la région Provence-Alpes-Côte d'Azur
En 1981, il est élu président du conseil régional de Provence-Alpes-Côte d'Azur. En cinq ans, il va notamment développer ses actions dans les domaines de l’économie, de la culture et de l'aménagement du territoire. Au cours de son mandat, il va notamment développer des relations économiques et culturelles directes entre la Région et les pays du pourtour méditerranéen. En créant l'orchestre des Jeunes de la Méditerranée, il demeure fidèle à la conviction du rôle essentiel de la culture dans l'épanouissement des individus.
En 1983, il devient adjoint aux Affaires économiques et sociales à la mairie de Marseille, et président du groupe socialiste à la même mairie, responsabilité qu’il quittera en 1986 avant de l'occuper à nouveau de 2002 à 2006.
En 1985, il est élu président de l'Association régionale pour l’intégration des handicapés (ARI), au sein de laquelle il regroupe 29 établissements et services de la région s'occupant de handicapés physiques et mentaux enfants et adolescents. Il quittera cette fonction en 1990.
En 1986, il est élu député des Bouches-du-Rhône. La même année, alors que la gauche perd la région, il devient président du groupe socialiste au conseil régional.
Le soir du 5 mai 1986, lors d'une réunion du comité directeur de la fédération des Bouches-du-Rhône du Parti Socialiste, Michel Pezet et ses partisans mettent en minorité Gaston Defferre pour l'élection d'un nouveau premier secrétaire fédéral. Rentré seul chez lui, Defferre est victime d'un malaise et se blesse mortellement dans sa chute.
Cet événement tragique avive l'hostilité vis-à-vis de Pezet des proches de Defferre et de tous ceux qui craignent que la mort de celui-ci ne mette fin au système politique qu'il a mis en place. À cette hostilité, se joint celle du président de la République, François Mitterrand, et de son entourage, pour lesquels Pezet est de plus suspect par sa proximité politique et amicale avec Michel Rocard.
Et c'est alors Robert Vigouroux qui se trouve désigné comme candidat au fauteuil de maire par les élus socialistes de Marseille et
par suite qui est élu maire par le conseil municipal.
Ces inimitiés contribueront aussi à l'implication de Pezet dans l’affaire dite des « fausses factures du Sud-Est » et à sa défaite aux élections municipales de Marseille en 1989. 

### Défaite aux élections municipales de Marseille
Après la réélection de François Mitterrand en 1988, il dirige la campagne pour les élections législatives dans les Bouches-du-Rhône et porte à son actif la défaite des leaders du Front national qui seront tous battus par des candidats socialistes. La même année, il prend la responsabilité de l’urbanisme et des collectivités locales au sein du secrétariat national du Parti socialiste.
Investi, fin 1988, en tant que candidat du Parti socialiste pour les élections municipales de Marseille, Michel Pezet est battu en mars 1989 par Robert Vigouroux, qui est à la tête de listes dissidentes et soutenu en sous-main par l'Élysée. Pezet déclare au soir du deuxième tour : « si j’avais dû croire tout ce que l’on a dit et écrit dans la presse, je crois que je n’aurais même pas voté pour moi ».
À partir de 1989, Michel Pezet privilégie son action à la région, dont il préside le groupe socialiste, ainsi que son activité parlementaire à Paris.

### Travail législatif
Membre de la Commission des lois, Michel Pezet est successivement rapporteur de la réforme du code pénal et du code de procédure pénale, la réforme des professions juridiques, les conditions d'entrée des étrangers en France.
Passionné par la construction européenne, il est notamment l'auteur en 1990 du rapport sur « les conséquences de l’unification allemande sur la communauté européenne », rapporteur en 1991 des accords de Schengen et en 1992 du rapport sur « les relations de la Communauté avec les pays d’Europe centrale et orientale ». En avril 1992, il est élu président de la Délégation de l'assemblée nationale pour l'union européenne, poste à partir duquel il va être l’un des acteurs de la ratification du traité de Maastricht.
Entre-temps, en 1991, Michel Pezet a créé l'événement parmi ses collègues députés en étant élu à la Commission nationale de l'informatique et des libertés à l’unanimité des membres de la Commission des lois de l'assemblée nationale, majorité et opposition confondues : « Un honneur peu habituel mais mérité », comme le commentera son collègue Pierre Mazeaud.

### «Traversée du désert»
À partir de 1990, Michel Pezet prend progressivement ses distances avec l’appareil de la Fédération socialiste des Bouches-du-Rhône. En février 1992, il prend la décision de ne pas participer aux listes de la « Majorité présidentielle » menées par Bernard Tapie pour la campagne des élections régionales en Provence-Alpes-Côte-d'azur. Il décide par la suite, en 1995, de ne pas cautionner la stratégie de la Fédération socialiste pour les élections municipales de Marseille et entre en dissidence.
Il mène aux élections de cette année-là des listes divers gauche concurrentes des listes du PS, menées par Lucien Weygand. Ils sont l'un et l'autre battus par Jean-Claude Gaudin.
Pezet rejoint le PS au moment d'une recomposition interne en 1997.
Les années 1990 sont marquées par sa mise en cause dès 1989 dans l'affaire SORMAE-SAE dite des « fausses factures du Sud-Est », il s’en explique notamment en 1993 dans un long entretien accordé au journal Le Monde, où il dénonce « la cabale organisée par l’entourage de François Mitterrand pour lui nuire. » Il bénéficie de la loi d'amnistie du 20 juillet 1988 dans l'affaire SORMAE-SAE. Dans l'affaire Urba, où il avait été mis en cause en 1991, il est innocenté par la justice le 16 décembre 1998 de toute accusation d'enrichissement personnel ; en revanche, il a été condamné pour « recel de fonds utilisés [pour un financement politique] en dehors de tout enrichissement personnel ».

### Retour en politique et à la Culture
En 1998, il succède à Alain Descamps en tant que conseiller général des Bouches-du-Rhône dans le canton de Marseille-Saint-Just, et prend la responsabilité de la Culture au conseil général. Réélu en mars 2004 puis en mars 2011, il conserve la même responsabilité au sein de l’institution. Quelques mois après les élections municipales de 2001 à Marseille, Michel Pezet retrouve la présidence du groupe socialiste au conseil municipal.
À partir de 2004, Michel Pezet s’implique dans l’avenir de la ville d’Aix-en-Provence. Il se présente en vain à la candidature socialiste aux élections municipales de 2008. L'ancien maire PS d'Aix-en-Provence, Jean-François Picheral et les conseillers municipaux du Parti radical de gauche (PRG) participent à la liste dissidente qu'il présente néanmoins, face au candidat investi par le PS, Alexandre Medvedowsky, à François-Xavier de Peretti, Modem, à Jean-Louis Garello, divers droite, et à la députée-maire sortante, Maryse Joissains-Masini, UMP.
En mars 2008, Maryse Joissains-Masini est finalement réélue maire d'Aix-en-Provence.
Michel Pezet ne se représente pas aux élections départementales de 2015.

### Militant pour une social-démocratie française
À l'issue du premier tour de l’élection présidentielle du printemps 2007, Michel Pezet prend position en faveur d'un nouveau dialogue politique entre la gauche et le centre en France. Dans une déclaration publique du 3 mai 2007, il appelle notamment les militants socialistes à « tendre une main sincère » aux électeurs de François Bayrou, en vue d'organiser un rapprochement entre le parti socialiste et le centre. Il considère que le vote des électeurs français au premier tour de l'élection présidentielle « permet de faire naître en France l'espoir d'une future et nouvelle majorité, d'inspiration sociale-démocrate ».
En juin 2007, il signe avec Michel Rocard une tribune dans le journal Libération où les deux hommes insistent sur la nécessité pour le Parti socialiste de "rejeter le dogme de l'économie dirigiste" pour parvenir à réunir en France une nouvelle majorité de progrès social.
Avocat pénaliste, ancien commissaire de la CNIL, Michel Pezet signe le 5 septembre 2008 dans le quotidien Le Monde une tribune où il dénonce les dangers présentés par le fichier EDVIGE pour les libertés publiques, qualifiant ce fichier d'"embastillement électronique".

### Militant pour la restauration démocratique du PS dans les Bouches-du-Rhône
Dès 1980, Michel Pezet avait souhaité, à l'occasion de son élection comme premier secrétaire de la fédération PS des Bouches du Rhône « donner au PS une nouvelle dynamique qui permette de casser le clientélisme inhérent à cette région ». À partir de 2010, il développe une série de critiques sur le fonctionnement de la fédération du Parti socialiste des Bouches-du-Rhône. En février 2010, il dénonce l'élection de Jean-Noël Guérini à la fonction de président du Parti Socialiste des Bouches du Rhône, estimant que « cette fonction n'existe pas dans nos statuts » et que « tout indique que notre fédération est maintenant celle d'un homme qui dirige tout et qui étouffe ses militants ».
Dès la première mise en examen de Jean Noël Guérini en septembre 2011 dans le cadre de l'affaire Guérini, Michel Pezet demande la démission de celui-ci de la présidence de l'institution départementale et son exclusion du Parti socialiste. Parmi les élus de la majorité au Conseil général des Bouches du Rhône, il n'est rejoint dans cette demande que par Marie-Arlette Carlotti et Janine Écochard, le restant des élus de la majorité départementale souhaitant le maintien de Guérini.
Le 13 mars 2013, Michel Pezet demande la mise sous tutelle de la fédération du Parti socialiste des Bouches-du-Rhône, qu'il obtient quelques jours plus tard. Dans son communiqué, il dénonce « les graves dysfonctionnements démocratiques de notre Fédération » et ses conséquences néfastes à attendre « face aux enjeux de la prochaine élection municipale à Marseille et de la nécessaire construction de l'espace métropolitain souhaité par notre gouvernement et combattu dans nos propres rangs ».
Le 28 mars 2013, Le Nouvel Économiste publie un long entretien  avec Michel Pezet, où ce dernier revient notamment sur les enjeux politiques liés à la fin de clientélisme politique au sein de la fédération du Parti socialiste et du conseil général des Bouches-du-Rhône.
Fin 2013, Michel Pezet apporte son soutien à Marie-Arlette Carlotti dans le cadre de la primaire de désignation du candidat socialiste aux élections municipales de Marseille de 2014. C'est finalement Patrick Mennucci qui est investi et Michel Pezet décide de ne pas se présenter sur ses listes, qui sont battues en mars 2014 par celles de Jean-Claude Gaudin.
En décembre 2014, Michel Pezet dénonce la main mise de Jean-Noël Guérini sur les désignations des candidats du Parti socialiste aux élections départementales de 2015. Il prend la décision en janvier 2015 de ne pas présenter sa candidature au renouvellement de son mandat d'élu départemental.
Michel Pezet est depuis fin 2009 avocat de la Ligue internationale contre le racisme et l'antisémitisme (Licra) pour le compte de laquelle il a notamment obtenu en mars 2010 le retrait d'affiches du Front national. Il est depuis 1989 professeur associé à la Faculté de droit d’Aix-en-Provence.